# Паламистский панентеизм
Паламистский панентеизм — православное учение о имманентности мирозданию Божественных Энергий. Термин предложен профессором богословия Оксфордского университета, епископом Константинопольской православной церкви с титулом митрополит Диоклийский, викарием Фиатирской архиепископии Ка́ллистом (англ. Metropolitan Kallistos, в миру Ти́моти Ри́чард Уэ́р, англ. Timothy Richard Ware; 11 сентября 1934, Бат, Сомерсет).
«Как верно отмечает Каллист (Уэр), вся православная теология может быть вполне четко определена как паламистский панентеизм (Palamite Panentheism), включающий в себя три теологические основоположения, зафиксированные на Константинопольском Соборе 1351 года:
„Нет синтезов и сложности в Божестве, но один, единый, живой и действующий Бог существует полностью и всецело:
1. На уровне сущности, в совершенной простоте (total simplicity) Своего Божественного бытия.
2. На уровне Ипостаси, в тройном разнообразии (threefold diversity) Божественных Персон.
3. На уровне энергии, в нераздельной множественности (indivisible multiplicity) Своей творческой и искупительной деятельности“.
Согласно Каллисту (Уэру), сам термин „панентеизм“ вполне обоснованно применим к паламистскому богословию, поскольку Григорий Палама отчетливо учил о пребывании Бога в мире и мира в Боге. При этом паламистский панентеизм может быть охарактеризован как сотериологический (soteriological panentheism). Это означает, что несмотря на очевидный и несомненный факт совершенного и полного причастия всего мирового бытия Божественным энергиям, православное богословие учитывает реальность падшего состояния человека и всего космоса — реальность, которая не позволяет раскрыться этому причастию во всей полноте, то есть скрывает его от нас, несмотря на то, что все вещи продолжают пребывать в Боге всецело и совершенно. Человек видит это причастие как бы в зеркале, гадательно (1 Кор. 13:12), вся полнота Божественного вездепристутствия откроется спасенному человечеству в конце веков, когда Бог будет „всё во всём“ (1 Кор. 15:28), то есть преимущественно в эсхатологической перспективе. В то же время богословский разум Церкви мистически предвосхищает таинственную истину Божественного вездеприсутствия, познает ее и содержит ее в себе, хотя для большинства человечества эта истина еще не является очевидностью». Цит., по: Н. А. Соловьёв, С. В. Посадский. Панентеистическая метафизика и квантовая парадигма / Н. А. Соловьёв, С. В. Посадский. — СПб.: НП-Принт, 2014. См.: Ware Kallistos. God Immanent yet Transcendent: The Divine Energies according to Saint Gregory Palamas // In Whom We Live and Move and Have Our Being: Panentheistic Reflections on God’s Presence in a Scientific World, P. Clayton and A. Peacocke (eds.), Grand Rapids, MI: William B. Eerdmans, 2004.